# 時報廣告金像獎
時報金像獎是中國時報系所舉辦的廣告設計比賽，是台灣第一個以廣告為主題所舉辦的設計比賽。目的為提昇商業廣告的地位，並教育讀者欣賞最高水準的商業廣告；同時希望藉此提醒廣告業，致力創作高品質的作品。
目前由時報獎所沿伸出來的有時報世界華文廣告金像獎、時報亞太廣告獎、時報分類廣告金格獎、時報廣告金犢獎、金手指網路廣告獎。

## 歷史
1978年，為了慶祝《中國時報》發行一萬號，《中國時報》創辦「第一屆時報廣告設計獎」頒獎典禮，當時僅收平面類作品，並同時舉辦讀者票選活動。
1980年，時報廣告設計獎更名為「時報廣告金像獎」。

## 現行獎項
- 平面類：凡刊登於報紙或公開發行之期刊雜誌上之廣告作品。
- 影片類：凡在電視、電影院、戶外電視牆、網路、數位媒體等公開播放之影片廣告，皆可參賽。
- 環境媒體運用類：以環境運用創意為主之廣告，表現形式不拘。
- 廣播類（已取消）
- 整合行銷類：整合運用至少三種以上不同形態的媒體、數位平台、O2O、技術或內部組織資源等，以完成整合行銷目的的實際案例。
- 創新營銷類（2016年新增）：下分品牌內容娛樂別 / 事件營銷別 / 新創服務應用別。
- 技術類：下分影片廣告別與平面廣告別
- 移動裝置／數位服務類（2016年新增）：下分應用程式別、數位平台別與數位服務別

## 歷屆時報廣告獎
- 第一屆（1978年）：舉辦「時報廣告設計獎」。
- 第36屆（2013年）：主題為「EXPLOSION」，12月26日於台北NEO Studio舉辦頒獎典禮。
- 第37屆（2014年）：主題為「CHANGE」，12月10日舉辦頒獎典禮[2]。
- 第38屆（2015年）：主題為「ENDLESS/無止境」，12月16日舉辦頒獎典禮[3][4]。
- 第39屆（2016年）：主題為「創意，看開點」，12月19日舉辦頒獎典禮[5]。

## 外部連結
- 時報廣告俱樂部 （页面存档备份，存于）